# رود آق‌تای
رود آق‌تای (انگلیسی: Aktay) یک رودخانه در تاتارستان کشور روسیه است.